# Перка
Перха (нім. Percha), Перка (італ. Perca) — муніципалітет в Італії, у регіоні Трентіно-Альто-Адідже, провінція Больцано.
Перка розташована на відстані близько 550 км на північ від Рима, 105 км на північний схід від Тренто, 60 км на північний схід від Больцано.
Населення — 1503 особи (2014)

## Демографія
Населення за роками:

Станом на 1 січня 2023 року в муніципалітеті офіційно проживало 59 іноземців з 22 країн, серед них 24 громадяни країн Євросоюзу та 4 громадяни України.

## Сусідні муніципалітети
- Бруніко
- Кампо-Турес
- Гаїс
- Разун-Антерсельва